# Cộng hòa Khmer
Cộng hòa Khmer (tiếng Khmer: សាធារណរដ្ឋខ្មែរ, phát âm tiếng Khmer: [saː.tʰiə.rĕəʔ.naʔ.rŏət kʰmae]) là một nước cộng hòa đầu tiên của Campuchia. Thời Việt Nam Cộng hòa thường được gọi là Cộng hòa Cao Miên hay Cao Miên Cộng hòa, được thành lập vào ngày 9 tháng 10 năm 1970 và bị Khmer Đỏ lật đổ vào ngày 17 tháng 4 năm 1975.

## Bối cảnh
Chính thức tuyên bố thành lập vào ngày 9 tháng 10 năm 1970, Cộng hòa Khmer là chính quyền quân sự thuộc phái cánh hữu thân Mỹ do Tướng Lon Nol và Hoàng thân Sisowath Sirik Matak lãnh đạo, hai người đã lên nắm quyền từ cuộc đảo chính ngày 18 tháng 3 năm 1970 với việc lật đổ Hoàng thân Norodom Sihanouk, nguyên Quốc trưởng chính phủ Vương quốc Campuchia.
Nguyên nhân chính của cuộc đảo chính là sự khoan dung của Norodom Sihanouk đối với các hoạt động của Việt Nam Dân chủ Cộng hòa trong phạm vi biên giới quốc gia, đồng thời cho phép các nhóm quân kháng chiến Mặt trận Dân tộc Giải phóng miền Nam Việt Nam trang bị vũ khí hạng nặng nhằm kiểm soát thực tế trên khu vực rộng lớn ở miền đông Campuchia. Một yếu tố quan trọng khác là tình trạng thảm khốc của nền kinh tế Campuchia, một kết quả gián tiếp từ chính sách trung lập mà Sihanouk theo đuổi thông qua chủ nghĩa chống Mỹ đầy rủi ro.
Với việc loại bỏ Sihanouk, Vương quốc Campuchia hiện tại chuyển sang thể chế cộng hòa, mặc dù ngôi vua đã chính thức bỏ trống trong một khoảng thời gian dài kể từ cái chết của vua Norodom Suramarit. Một nhân vật của chế độ mới thuộc phái cánh hữu và là người theo chủ nghĩa dân tộc; đáng kể nhất, nó đã kết thúc giai đoạn Sihanouk hợp tác bí mật với nước Việt Nam Dân chủ Cộng hòa và Chính phủ Cách mạng Lâm thời Cộng hòa miền Nam Việt Nam tiến đến việc liên kết giữa Campuchia với Việt Nam Cộng hòa trong chiến tranh Đông Dương thứ hai đang diễn ra. Cộng hoà Khmer bị Mặt trận Giải phóng Thống nhất Campuchia (FUNK) phản đối trong phạm vi biên giới Campuchia, một liên minh được hình thành tương đối rộng giữa Sihanouk, những người ủng hộ ông và Đảng Cộng sản Campuchia. Các cuộc nổi dậy đều do Lực lượng Giải phóng Quốc gia Nhân dân Campuchia (CPNLAF) thực hiện: họ được hậu thuẫn bởi cả Quân đội Nhân dân Việt Nam (PAVN) và Mặt trận Dân tộc Giải phóng (NLF, mà phía Mỹ và đồng minh gọi là Việt Cộng), những người chiếm đóng một phần lãnh thổ Campuchia đóng một vai trò quan trọng trong cuộc chiến tranh ác liệt với Nam Việt Nam.
Bất chấp đặc điểm quân phiệt hùng hậu của nước Cộng hòa Khmer cùng số lượng viện trợ quân sự và tài chính dồi dào do Mỹ cung cấp, trên thực tế thì quân đội (Lực lượng Vũ trang Quốc gia Khmer, viết tắt là FANK) nước Cộng hòa chỉ nhận được sự huấn luyện yếu kém, tệ nạn tham nhũng tràn lan mất kiểm soát và không có khả năng đánh bại cả CPNLAF và lực lượng của PAVN/NLF. Trước sức tiến công dữ dội từ hai bên, cuối cùng nhà nước Cộng hòa Khmer đã sụp đổ vào ngày 17 tháng 4 năm 1975 khi phe Cộng sản chiếm được thủ đô Phnôm Pênh.

## Đảo chính
Sihanouk tự tuyên bố rằng cuộc đảo chính là kết quả của sự liên minh giữa kẻ thù lâu đời là nhà chính trị lưu vong thuộc phe quốc gia cánh hữu Sơn Ngọc Thành, Hoàng thân Sisowath Sirik Matak (mà Sihanouk mô tả như một kẻ bất bình với tham vọng về ngôi vua Campuchia) và CIA, thế lực luôn muốn thiết lập một chế độ thân Mỹ nhiều hơn. Trên thực tế có rất ít bằng chứng nói về mối liên hệ của CIA trong cuộc đảo chính, dù có sự hỗ trợ đắc lực từ lực lượng biệt kích quân, nhất là tham gia vào việc tiếp tế và huấn luyện cho những kẻ bày mưu sau khi chúng tiếp cận với Lon Nol.
Trong khi Sihanouk đang thực hiện chuyến công du đến Pháp thì những cuộc bạo loạn chống Việt Nam đã diễn ra tại Phnom Penh, đại sứ quán Việt Nam Dân chủ Cộng hòa và Chính phủ Cách mạng Lâm thời Cộng hòa miền Nam Việt Nam đã bị đám cảnh sát và tay chân thân tín của Lon Nol ra tay đập phá. Có vẻ như khả năng bạo loạn này đã được sắp xếp từ trước với sự tổ chức tích cực bởi Thủ tướng Lon Nol và Phó thủ tướng Sirik Matak. Ngày 12 tháng 3, Lon Nol ra lệnh đóng cửa cảng Sihanoukville, nơi vận chuyển lậu vũ khí cung cấp cho quân đội Việt Nam Dân chủ Cộng hòa và gửi tối hậu thư tới họ. Theo đó thì tất cả lực lượng PAVN/NLF phải rút khỏi lãnh thổ Campuchia trong vòng 72 giờ (vào ngày 15 tháng 3) hoặc phải đối mặt với hành động quân sự.
Bất chấp những hành động đe dọa sẽ mâu thuẫn trực tiếp với chính sách khoan dung của Sihanouk cho phép Việt Nam Dân chủ Cộng hòa hoạt động một phần tại vùng biên giới phía đông bắc Campuchia. Xem ra thì Lon Nol tự mình có sự miễn cưỡng cá nhân lớn để lật đổ một vị Nguyên thủ quốc gia: ban đầu ông chỉ đơn thuần muốn Sihanouk chấp nhận gây sức ép lên phía Việt Nam Dân chủ Cộng hòa. Lúc đầu ông từ chối tiến hành theo kế hoạch; để thuyết phục Lon Nol, Sirik Matak, người xuất hiện trong cuộc đảo chính từ khi bắt đầu đã cho chạy cuộn băng ghi âm cuộc họp báo ở Paris, theo đó thì Sihanouk dọa sẽ xử lý cả hai người ngay khi ông trở về Phnom Penh. Tuy nhiên, vị thủ tướng này vẫn còn lưỡng lự chưa quyết đã buộc Sirik Matak cùng với ba viên sĩ quan quân đội xông vào dinh thủ tướng dùng súng ép Lon Nol phải ký vào các văn kiện cần thiết.
Một cuộc bỏ phiếu được thực hiện trong Quốc hội vào ngày 18 tháng 3 dưới sự chỉ đạo của Chủ tịch Quốc hội In Tam đã nhất trí tước bỏ quyền lực của Sirik Matak: Lon Nol đảm đương quyền hạn Nguyên thủ quốc gia trên cơ sở tình trạng khẩn cấp. Ngày 28 và 29 tháng 3 nổ ra các cuộc biểu tình quy mô lớn của cá tầng lớp nhân dân ủng hộ Sihanouk ở vài thành phố cấp tỉnh, nhưng quân đội của Lon Nol đã ra tay đàn áp dã man, khiến vài trăm người thiệt mạng. Một số quan chức chính phủ đã bị những người biểu tình phẫn nộ giết chết, bao gồm cả người em trai của Lon Nol là Lon Nil.
Đối với các nước có quan hệ ngoại giao với Camuchia vào lúc đầu vẫn còn do dự về mức độ hỗ trợ cho chính phủ mới. Việt Nam Dân chủ Cộng hòa tiếp tục tổ chức các cuộc hội đàm với nội các Lon Nol về sự phục hồi những thỏa thuận thương mại bị hủy bỏ thế nhưng đều không có được kết quả khả quan nào. 

## Thành lập
Tác động trực tiếp quan trọng nhất của cuộc đảo chính là chiến dịch Campuchia do Quân lực Việt Nam Cộng hòa tiến hành từ tháng 4 đến tháng 7 năm 1970, đã tiến vào miền đông Campuchia phát động tấn công vào quân đội Việt Nam Dân chủ Cộng hòa đang hoạt động ngầm tại đây. Bất chấp cuộc tấn công này, khá nhiều binh lính của phe Cộng sản đã kịp thời trốn thoát về phía tây, đi sâu vào bên trong lãnh thổ Campuchia, hoặc đến các khu vực nông thôn phía đông bắc, nơi họ cung cấp sự hỗ trợ và ủng hộ các phong trào nổi loạn chống lại Lon Nol.
Phản ứng ngay lập tức của Lon Nol là lên án hành động này đã vi phạm chủ quyền lãnh thổ Campuchia. Sau đó, ông thông báo cho tướng Alexander Haig rằng đất nước của ông được đặt trong tình trạng nguy hiểm nghiêm trọng với kết quả; khi Haig nói với Lon Nol rằng lục quân Mỹ không được phép hành quân nhằm hỗ trợ quân đội quốc gia Campuchia, nhưng sẽ được thay thế (phù hợp với Học thuyết Nixon) bằng một chương trình viện trợ riêng biệt dành cho cuộc chiến khiến Lon Nol lộ vẻ bất an.
Ngày 9 tháng 10, Sihanouk bị tòa án quân sự tuyên án tử hình vắng mặt; mẹ ông là Thái hậu Kossamak, người đại diện biểu tượng của chế độ quân chủ dưới chính quyền Sihanouk bị giam giữ tại nhà riêng và người vợ là bà hoàng Monique thì bị kết án tù chung thân. Chế độ mới đồng thời tuyên bố Cộng hòa Khmer và một bản hiến pháp mới đã được thông qua vào năm 1972. Sihanouk trong thời gian đó cũng đứng ra thành lập GRUNK, một dạng chính phủ lưu vong kết hợp những người cộng sản có trụ sở đặt tại Bắc Kinh, Trung Quốc với mục đích lật đổ sự thống trị của nước Cộng hòa này; ông tuyên bố Lon Nol là một "tên ngốc hoàn toàn" và mô tả Sirik Matak như "khó chịu, phản bội, một kẻ đáng khinh tệ hại".
Quân đội Hoàng gia Campuchia tương đối nhỏ, tại thời điểm của cuộc đảo chính đã có khoảng 35.000 quân (phù hợp với chính sách trung lập của Sihanouk) đã được mở rộng lên nhiều. Ít lâu sau, quân đội chế độ cũ được tổ chức lại thành quân lực mới với tên gọi Lực lượng Vũ trang Quốc gia Khmer (FANK), quân đội nền cộng hòa đã phát triển lên tới 150.000 quân sớm nhất là vào cuối năm 1970, chủ yếu là thông qua sự nhập ngũ tự nguyện như Lon Nol đã tìm cách tận dụng một làn sóng quan điểm chống Việt Nam. Phía Mỹ cũng thực hiện chương trình viện trợ quân sự có cơ cấu và hỗ trợ trong khâu huấn luyện tác chiến và vài nhóm thuộc tổ chức Khmer Tự do và lực lượng dân quân Khmer Kampuchea Krom, được huấn luyện tại miền Nam Việt Nam. Tham mưu trưởng liên quân nhấn mạnh vào việc mở rộng lực lượng FANK lên đến hơn 200.000 quân, bất chấp sự lo ngại về tác động tiêu cực nghiêm trọng này sẽ ảnh hưởng đến nền kinh tế Campuchia, trong khi Nhóm Phân phát Thiết bị Quân sự do Tướng Theodore C. Mataxis làm trưởng nhóm, đã đề nghị việc Mỹ hóa cơ cấu nội bộ chịu ảnh hưởng từ nền quân sự của Pháp, bất chấp sự hỗn loạn này sẽ tạo ra một loạt tuyến đường tiếp tế lâu dài.
Dù được Mỹ viện trợ dồi dào, FANK (do Tướng Sosthene Fernandez chỉ huy) vẫn bị cản trở trầm trọng bởi sự tham nhũng tràn lan, đặc biệt là giới sĩ quan đã tuyên bố tiền lương cho quân đội không tồn tại và nền quân sự tỏ ra yếu kém trong cuộc đề kháng đối phó với quân du kích Cộng sản trong cuộc nội chiến. Mặc dù một trongnhững vị chỉ huy FANK và nguyên thủ lĩnh cuộc nổi loạn là Hoàng thân Norodom Chantaraingsey, người được Lon Nol dụ dỗ nghỉ hưu để nâng đỡ Lữ đoàn 13 FANK, dù ông đã đạt thành công lớn trong việc "bình định" khu vực xung quanh đường chiến lược quốc lộ 4 và cao nguyên Kirirom, phần lớn các tướng lĩnh của nền cộng hòa có rất ít kinh nghiệm hoặc khả năng quân sự. Các cuộc tấn công quy mô lớn của FANK chống lại phía Việt Nam thông qua chiến dịch Chenla I và II, đều kết thúc trong thảm bại nặng nề bất chấp sự dũng cảm dễ nhận thấy của các cá nhân binh lính người Khmer. 

## Lịch sử

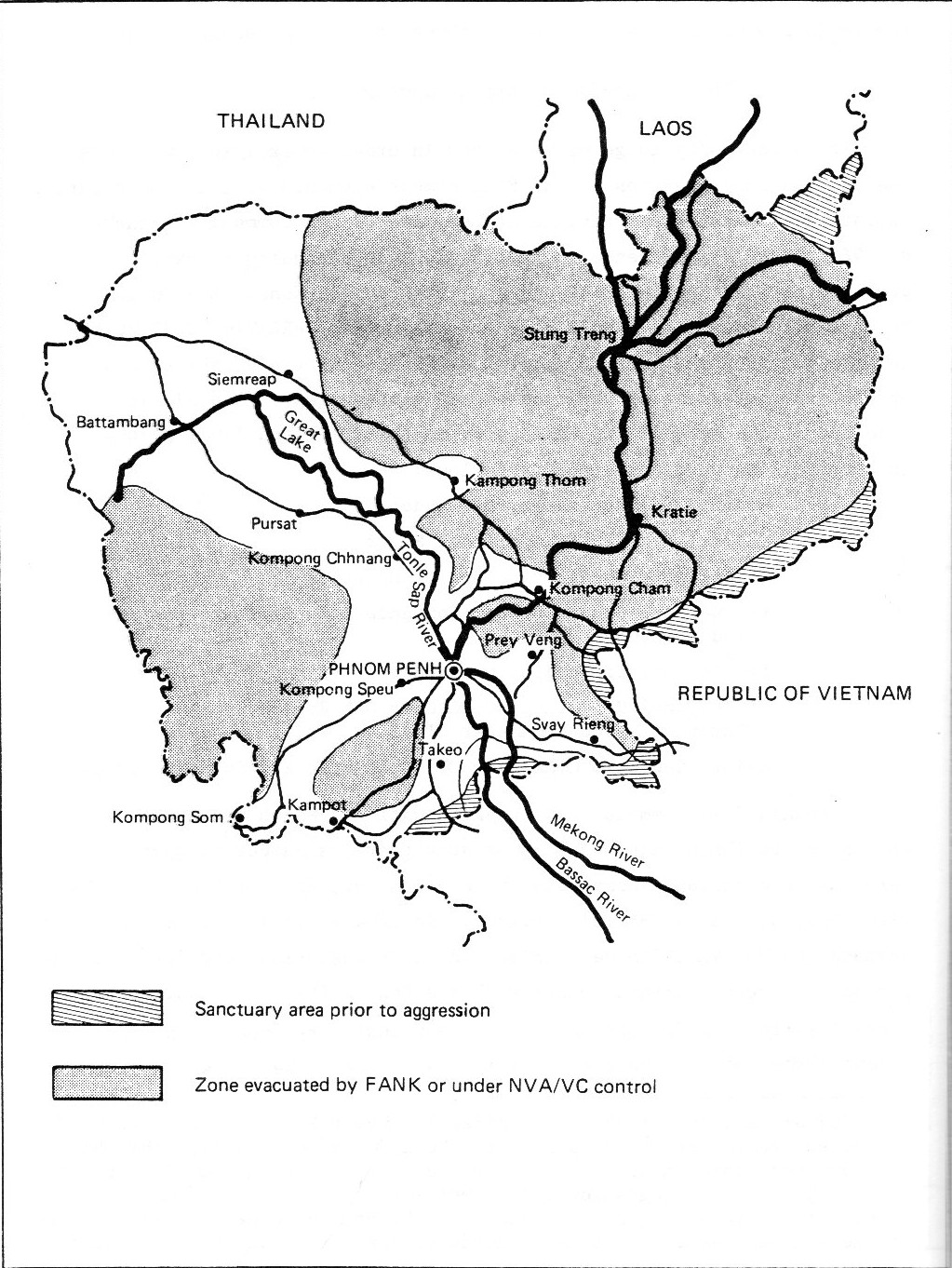
Bản đồ Campuchia hiển thị các khu vực do chính quyền kiểm soát vào tháng 8 năm 1970.

Cũng tham gia chiến đấu trong cuộc nội chiến Campuchia chống lại lực lượng ủng hộ Sihanouk và quân nổi dậy Cộng sản cùng phía Việt Nam Dân chủ Cộng hòa, Cộng hòa Khmer còn phải đối mặt với vấn đề nội bộ nghiêm trọng. Sự thống trị của Sihanouk trong đời sống chính trị vào những năm 1950 và 1960 đã sản sinh ra một vài chính khách Campuchia có kinh nghiệm về chính trị. Hầu như từ khi bắt đầu, nước Cộng hòa bị cản bởi sự chia rẽ về mặt chính trị và đấu đá nội bộ chính là đặc trưng của chế độ Sihanouk; chính trong số này là một cuộc đấu tranh quyền lực gây ra bất ổn giữa Lon Nol và Sirik Matak. Sirik Matak từng giữ chức Thủ tướng Chính phủ trong năm đầu tiên của nước Cộng hòa khi sức khỏe Lon Nol rơi vào tình trạng cực kỳ xấu, làm nảy sinh sự oán giận to lớn do phong cách hành chính của ông và mối quan hệ hoàng gia; gây ra tâm trạng thất vọng chán chường trong giới thanh niên, ở các đô thị tại Campuchia lại tiếp tục nạn tham nhũng và sự bất tài của chế độ. Khi Lon Nol trở lại từ bệnh viện ở Hawaii vào tháng 4 năm 1971, ông phát động một cuộc khủng hoảng nội các do từ chức, ý định muốn giải tán chính phủ, với sự khuyến khích nhiệt tình từ người em trai Lon Non (một nhân vật có sức ảnh hưởng lớn, đặc biệt là với quân đội). Sau nhiều cuộc tranh cãi chính trị, một nội các mới được thành lập, mặc dù Sirik Matak tiếp tục giữ chức Thủ tướng với danh hiệu "Đại biểu Thủ tướng Chính phủ". Ngày 16 Tháng 10 năm 1971, Lon Nol đã nắm lấy hành động tách rời quyền lập pháp của Quốc hội và ra lệnh soạn thảo một bản hiến pháp mới, tuyên bố rằng những hành động này là cần thiết để ngăn chặn tình trạng vô chính phủ, điều này gây nên một cuộc biểu tình của In Tam và 400 tu sĩ Phật giáo.

### Loại bỏ Sirik Matak
Tháng 3 năm 1972, Lon Nol và người em tìm đủ mọi cách để tước quyền của Sirik Matak. Nhân dịp Sirik Matak sa thải Keo An, một học giả bất đồng chính kiến, Lon Non đã tổ chức một loạt các cuộc biểu tình của giới sinh viên, học sinh kêu gọi ông từ chức. Chán nản, Sirik Matak quyết định từ chức và bị cảnh sát của Lon Nol đặt dưới sự giám sát nghiêm ngặt ở nhà riêng với lý do để bảo vệ ông. Thêm vào đó, Lon Nol đã sử dụng cuộc khủng hoảng để truất phế Quốc trưởng bù nhìn Cheng Heng và tiếp nhận luôn vai trò này, bổ nhiệm tay cựu chiến binh phe quốc gia chống Sihanouk, Sơn Ngọc Thành làm Thủ tướng Chính phủ. Thành vốn là thủ lĩnh nhóm Khmer Tự do, đã tuyển mộ quân tiếp viện FANK trong số người Khmer Krom ở miền nam Việt Nam, và những kẻ trung thành do ông chỉ huy trong số này thuộc thành phần tương đối ưu tú, là lực lượng do Mỹ huấn luyện mang ý nghĩa hỗ trợ của ông cho chính phủ mong manh của nước Cộng hòa vẫn còn cần thiết trong tình hình lúc đó.

### Gian lận bầu cử
Một năm sau đó, Lon Nol tuyên bố ông sẽ tổ chức cuộc bầu cử tổng thống, và rất ngạc nhiên khi In Tam và Keo An, về sau trở thành nhân vật thân Sihanouk nổi tiếng, không chỉ thông báo rằng họ sẽ tiến hành tranh cử, nhưng sau đó từ chối rút lui. Cuộc bầu cử mặc dù phần thắng nghiêng về phía Lon Nol, đa số nghị viên tiết lộ sự không hài lòng đáng kể với chính phủ dù họ có gian lận nhằm ủng hộ Lon Nol: mà họ đòi hỏi sự công bằng và dự đoán khả năng In Tam sẽ giành chiến thắng. Việc này đã thúc giục In Tam đề nghị phía Mỹ phải "gánh chịu hậu quả của Lon Nol".
Tình hình chính trị vẫn tiếp tục tháo gỡ trong suốt năm 1972: cả hai bên đối lập (Đảng Dân chủ của In Tam và Đảng Cộng hòa của Sirik Matak) từ chối tham gia tranh cử trong cuộc bầu cử Quốc hội được tổ chức vào tháng 9 cùng năm, dẫn đến chiến thắng sâu rộng cho Đảng Cộng hòa Xã hội (Sangkum Sathéaranak Râth) của Lon Non. Một số vụ tấn công khủng bố ngày càng gia tăng ở thủ đô, một trong số đó được đặt dưới sự chỉ đạo của Sơn Ngọc Thành. nhân vật đã gây ra hành động chính trị cuối cùng là cấm các tờ báo ủng hộ Sirik Matak, không may hành động này làm giảm uy tín của ông trước công luận đến mức Lon Nol buộc phải cách chức ông, ngay sau đó Thành đã trở lại sống lưu vong ở Nam Việt Nam, vị trí của ông ngay lập tức được thay thế bởi nhân vật thuộc phái cánh tả ôn hòa Hang Thun Hak. Trong khi chính phủ nước Cộng hòa Khmer bị suy yếu do những cuộc đấu đá nội bộ, thì lực lượng Quân đội Nhân dân Việt Nam trước đây từng ra sức chiến đấu chống lại FANK, như trong chiến dịch Chân Lạp I và II, từ từ và thận trọng thu nhỏ lại sự hiện diện của họ ở biên giới phía đông Campuchia, chỉ để lại đội ngũ nhân viên chủ yếu là về mặt hậu cần và hỗ trợ. Vị trí này được thay thế bởi lực lượng Cộng sản địa phương Campuchia là CPNLAF và Khmer Đỏ, vốn đã tăng lên rất nhiều khi Sihanouk chuyển sang hỗ trợ các cuộc nổi dậy tại những vùng nông thôn Campuchia còn lại áp đảo hẳn phe ủng hộ Sihanouk.

### Thỏa thuận ngừng bắn
Hiệp định Hòa bình Paris được ký kết vào đầu năm 1973 tạo ra một khoảng thời gian nghỉ ngơi tạm thời giữa hai bên trong cuộc nội chiến khốc liệt, Lon Nol tuyên bố một lệnh ngừng bắn đơn phương, dù vị trí của lục quân FANK tỏ ra yếu kém đối với Khmer Đỏ. Trên thực tế hai bên đã có vài sự tiếp xúc trao đổi ngắn giữa một số thành phần ôn hòa của phe Cộng sản Khmer Đỏ, nhất là giữa Hou Yuon với phe Cộng hòa. Việt Nam Dân chủ Cộng hòa gây áp lực để buộc phe Cộng sản Campuchia chấp nhận các điều khoản của hiệp định hoà bình, tạo ra lợi ích của họ nằm trong việc sắp đặt cuộc chiến hoạt động ở mức độ thấp (giảm vị thế của quân đội Việt Nam Cộng hòa trong tiến trình này) hơn so với một chiến thắng toàn diện cho Khmer Đỏ. Tuy nhiên, các lãnh đạo Khmer Đỏ vẫn không chịu khoan nhượng. 

### Đình chỉ Quốc hội
Chiến sự tiếp tục trở lại vào đêm ngày 7 tháng 2 năm 1973, khi lực lượng cộng sản tấn công vành đai của quân FANK xung quanh thành phố Kompong Thom đang bị vây hãm ngặt nghèo. Tính đến tháng 4, chế độ Cộng hoà nhìn chung vẫn trong tình trạng lộn xộn, lực lượng FANK từ chối chiến đấu và tình trạng cướp bóc, vơ vét thủ đô thường xuyên xảy ra trong khi CPNLAF đang xâm chiếm nhiều nơi trên đất nước Campuchia. Đáp lại, cuối cùng người Mỹ đe dọa cắt đứt mọi viện trợ trừ khi với điều kiện Lon Nol phải thực hiện việc mở rộng nền tảng quyền lực và sự ủng hộ của chính phủ, đặc biệt là phục hồi chức vị cho nhân vật thân Mỹ Sirik Matak và giảm bớt ảnh hưởng của người em trai Lon Non. Theo đó, vào ngày 24 tháng 4, Lon Nol thông báo rằng Quốc hội sẽ bị đình chỉ và cho thành lập một hội đồng chính trị do chính ông, Sirik Matak, Cheng Heng, và In Tam điều hành thông qua các sắc lệnh được ban bố. Trong lúc CPNLAF tiến quân vào thủ đô Phnom Penh đã phải tạm thời dừng lại vì bị Mỹ oanh kích liên tục, gây ra thiệt hại nặng cho quân đội cộng sản. Theo các quan sát viên có kinh nghiệm cho rằng đây cũng có thể là nguyên nhân dẫn đến sự tàn bạo của lực lượng nòng cốt của Khmer Đỏ trong các sự kiện về sau.

### Odong thất thủ
Đến đầu năm 1974, Hội đồng chính trị đã bị gạt ra bên lề và Lon Nol lại một lần nữa cai trị độc quyền. Tình hình quân sự vào lúc ấy ngày càng xấu dần. Lực lượng Khmer Đỏ đã tiến hành pháo kích Phnom Penh và tiến quân chiếm lấy cựu đô của hoàng gia ở Odong vào tháng 3, sau đó họ sơ tán dân chúng tại đây rồi hạ lệnh bắn chết các viên chức và giáo viên của chính quyền. Ít lâu sau, quân FANK đã nỗ lực cải thiện tình hình chiến sự khi tái chiếm thành công Oudong và có thể đảm bảo tuyến tiếp tế xuyên qua hồ Tonlé Sap bất chấp sự quấy phá của tàn quân Khmer Đỏ. 

### Chế độ sụp đổ
Mặc dù vậy, Cộng hòa Khmer đã không thể tồn tại trong cuộc tấn công mùa khô năm 1975. Lực lượng cộng sản đã tiến vào bao vây xung quanh thủ đô, cư dân tị nạn đổ xô về thủ đô đã gia tăng với số lượng rất lớn; Lon Nol, người cực kỳ mê tín dị đoan, đã ra lệnh rải dòng cát thánh ra xung quanh thành phố từ máy bay trực thăng với ý nghĩ thần linh sẽ phù hộ và bảo vệ thủ đô vững chắc trước bước tiến của quân thù. Dù binh sĩ của FANK đã chiến đấu cực kỳ kiên cường trong thời điểm này, riêng về phần binh lính Khmer Đỏ thì tinh thần suy sụp, lại mắc bệnh sốt rét và tỷ lệ thương vong thậm chí còn cao hơn hơn cả FANK, thế nhưng nguồn vũ khí và đạn dược mới do Trung Quốc cung cấp đã giúp họ đảo ngược tình thế khi ra sức tàn phá những tiền đồn quân sự còn lại của nước Cộng hòa. Các cuộc đàm phán hòa bình dự kiến liên tục bị đình trệ khi Sihanouk từ chối tiếp xúc trực tiếp với Lon Nol, với yêu cầu ông ta phải từ chức như là điều kiện tiên quyết cho cuộc đàm phán.
Vào ngày 1 tháng 4 năm 1975, Lon Nol đệ đơn từ chức và bỏ ra nước ngoài sống lưu vong: FANK gần như ngay lập tức tan rã và người Mỹ vội vàng lo tổ chức các cuộc di tản các viên chức chính quyền cùng một số ít dân chúng như trong chiến dịch Eagle Pull. Tuy một vài thành viên của nội các Lon Nol vẫn lên nắm quyền Tổng thống để ổn định tình hình nguy cấp tạm thời như Saukam Khoy tạm quyền từ ngày 1-13 tháng 4 và Sak Sutsakhan chấp chính từ ngày 13-17 tháng 4. Các quan chức cấp cao gồm Sirik Matak, Long Boret, Lon Non và một số chính trị gia khác vẫn còn ở lại thủ đô đều nỗ lực đàm phán một thỏa thuận ngừng bắn trước mắt thế nhưng đều vô hiệu. Rạng sáng ngày 17 tháng 4, toàn quân Khmer Đỏ đã tiến vào thành phố; trong vòng vài ngày, họ đã xử tử nhiều quan chức chủ chốt đại diện của chế độ cũ ngay lập tức cùng việc lùa dân về các vùng quê hoang dã lao động nặng nhọc, nước Cộng hòa Khmer chính thức cáo chung. Suốt thời gian tồn tại ngắn ngủi, nước Cộng hòa đã nhận được khoảng một triệu đô la viện trợ quân sự và kinh tế từ Mỹ hàng ngày.
Khu vực cuối cùng mà nước Cộng hòa Khmer còn giữ vững bất kỳ giá nào là ngôi đền Preah Vihear ở dãy dãy núi Dângrêk, lực lượng FANK đã chiếm đóng chỗ này vào cuối tháng 4 năm 1975 và giữ cho tới khi bị quân Khmer Đỏ tái chiếm vào ngày 22 tháng 5 năm 1975.